# 1979年逝世人物列表
1979年逝世人物列表：1月 - 2月 - 3月 - 4月 - 5月 - 6月 - 7月 - 8月 - 9月 - 10月 - 11月 - 12月
下面是1979年逝世的知名人士列表。

## 1月

### 3日
- 康拉德·希尔顿，美國酒店經營者

### 4日
- 文森特·科達，匈牙利藝術總監

### 5日
- 比利·布萊徹，美國演員
- 查尔斯·明格斯，美國音樂家

### 11日
- 蘇傑克，日本出生的美國演員

### 13日
- 唐尼·海瑟薇，美國音樂家

### 15日
- 查尔斯·莫里斯，美國哲學家和符號學家

### 16日
- 泰德·卡西迪，美國演員

### 22日
- 阿里·哈桑·萨拉马，巴勒斯坦“黑九月”領袖，1940年慕尼克大屠殺策劃者

### 26日
- 纳尔逊·洛克菲勒，美國第41任副總統

### 27日
- 維多利亞·奧坎波，阿根廷出版商、作家和評論家[1]

## 2月

### 1日
- 小威廉·H·布羅克曼，美國海軍上將
- 阿卜迪·伊佩克奇，土耳其記者和人權活動家

### 2日
- 席德·维瑟斯，英国贝斯手（性手枪）
- 伊萨·普利耶夫，蘇聯將軍

### 7日
- 約瑟夫·門格勒，德國軍官和醫生

### 9日
- 伽博·丹尼斯，匈牙利物理学家

### 10日
- 愛德華·卡達爾，斯洛維尼亞將軍、經濟學家和政治家，南斯拉夫第二任外交部長[2]
- 卡爾·馮·埃伯斯坦，德國政治家

### 12日
- 让·雷诺阿，法国导演

### 14日
- 雷金納德·莫德林，英國政治家

### 16日
- 屈萬里  (翼鵬)，中華民國(中央研究院院士)第九屆(人文及社會科學)院士。[3]

### 17日
- 威廉·加根，美國演員

### 20日
- 内里奥·罗科，義大利足球運動員、主教練

### 25日
- 亨里希·福克，德國航空先驅

## 3月

### 1日
- 穆斯托伐·巴爾札尼，伊拉克政治家

### 15日
- 萊奧尼德·馬辛，俄羅斯舞蹈家和編舞家

### 16日
- 让·莫内，法國政治經濟學家、外交家、歐盟創始人之一[4]

### 18日
- 加德纳·墨菲，美国心理学家
- 瑪喬麗·道，美國女演員

### 19日
- 理查·貝金賽爾，英國演員

### 22日
- 本·里昂，美國演員

### 24日
- 伊冯娜·米切尔，英國女演員

### 26日
- 讓·斯塔福德，美國作家

### 28日
- 埃米特·凱利，美國馬戲團小醜[5]

### 29日
- 吉蘭丹的葉海亞·佩特拉，吉蘭丹蘇丹，馬來西亞第六任國王

### 30日
- 童第周（蔚孫_Ti-Cho Tung)，78歲，中華民國中央研究院第一屆(生命科學組)院士[3]
- 艾里·尼夫，英國政治家（遇刺）
- 何塞·瑪麗亞·貝拉斯科·伊瓦拉，厄瓜多爾政治家，厄瓜多第24任總統

## 4月

### 4日
- 佐勒菲卡尔·阿里·布托，巴基斯坦第9任總理和巴基斯坦第4任總統（被處決）
- 埃德加·布坎南，美國演員

### 10日
- 尼諾·羅塔，義大利作曲家[6]

### 11日
- 哈桑·帕克拉萬，伊朗外交官

### 19日
- 威廉·毕特利希，德國武裝黨衛軍將軍

### 23日
- 布萊爾·皮奇，紐西蘭出生，英國教師[7]

### 24日
- 約翰·卡羅爾，美國演員

### 27日
- 潘輝括，南越南第四任總理

## 5月

### 1日
- 莫爾特扎·莫塔哈裡，伊朗神職人員和政治家

### 2日
- 居里奥·纳塔，義大利化學家，諾貝爾獎獲得者[8]

### 6日
- 米爾頓·艾格，美國詞曲作者

### 8日
- 塔尔科特·帕森斯，美国社会学家

### 11日
- 瓊·錢德勒，美國女演員
- 芭芭拉·赫頓，美國社交名媛

### 13日
- 普雷德拉格·贾伊奇，波士尼亞塞族和南斯拉夫足球運動員

### 14日
- 讓·裡斯，多明尼加小說家

### 16日
- A·菲力浦·倫道夫，非裔美國民權活動家

### 19日
- 小本傑明·福特森，美國政治家，1946 年至 1979 年擔任喬治亞州國務卿

### 27日
- 艾哈邁德·烏爾德·布塞夫，茅利塔尼亞軍官，茅利塔尼亞第二任總理

### 29日
- 玛丽·毕克馥，加拿大裔美國女演員和製片人

## 6月

### 1日
- 維爾納·福斯曼（Werner Forssmann），德國研究員和醫生
- 揚·卡達爾，捷克斯洛伐克電影導演
- 傑克·莫爾霍爾，美國演員

### 2日
- 吉姆·赫頓，美國演員

### 5日
- 海因茨·艾哈特，德國喜劇演員、音樂家、藝人、演員和詩人

### 6日
- 傑克·哈利，美國演員

### 8日
- 莱因哈德·盖伦，德國將軍

### 9日
- 西克隆·泰勒，加拿大冰球運動員[9]

### 11日
- 約翰·韋恩，美國奧斯卡獎獲獎演員和電影導演
- 洛伦·默奇森，美國奧林匹克運動員

### 12日
- 盧致德( C.T. Loo)，79歲，中華民國中央研究院第七屆(生命科學組)院士[3]

### 13日
- 達拉·胡德，美國女演員

### 16日
- 尼古拉斯·雷，美国电影导演和演员

### 22日
- 路易·希龙，摩納哥大獎賽車手

### 25日
- 戴夫·弗萊舍，美國動畫師

### 26日
- 阿克瓦西·阿夫里法，迦納軍人和政治家，國家元首（1970-1936）

### 28日
- 菲力浦·庫斯托，法國潛水夫和電影攝影師

### 29日
- 洛厄爾·喬治，美國歌手、詞曲作者、多樂器演奏家和唱片製作人

## 7月

### 2日
- 卡莱尔·史密斯·比尔斯，加拿大天文學家

### 3日
- 路易·迪雷，法國作曲家

### 4日
- 西奧多拉·克羅伯，美國作家和人類學家

### 6日
- 安東尼奧·瑪麗亞·巴比耶里，烏拉圭羅馬天主教紅衣主教
- 范·麥考伊，美國音樂家，以其1975年的熱門歌曲“The Hustle”而聞名

### 8日
- 伊莉莎白·里安，美國30大滿貫（網球）網球冠軍
- 朝永振一郎，日本物理學家，諾貝爾獎獲得者
- 邁克爾·威爾丁，英國演員
- 罗伯特·伯恩斯·伍德沃德，美國化學家，諾貝爾獎獲得者

### 10日
- 亞瑟·費德勒，美國指揮家

### 12日
- 米妮·里珀頓，美國節奏布魯斯歌手

### 13日
- 科琳娜·格裡菲斯，美國女演員和作家

### 15日
- 古斯塔沃·迪亚斯·奥尔达斯，墨西哥政治家，第49任墨西哥總統，1964-1970年[10]
- 弗雷德里克·汉森（Frederick Hanson），紐西蘭士兵、工程師、軍事領袖和公務員[11]
- 胡安娜·德·伊巴爾布魯，烏拉圭詩人

### 16日
- 阿爾弗雷德·戴勒，英國男高音

### 17日
- 愛德華·阿庫福-阿多，迦納政治家和律師，迦納第1906任總統

### 20日
- 赫伯特·巴特菲爾德，英國哲學家和歷史學家

### 22日
- 桑多爾·科奇斯，匈牙利足球運動員

### 23日
- 約瑟夫·凱塞爾，法國記者和作家[12]

### 26日
- 弗吉尼亞·布里薩克，美國女演員

### 28日
- 喬治·西頓，美國編劇和導演

### 29日
- 赫伯特·瑪律庫塞，德裔美國哲學家、社會學家和政治理論家[13]

## 8月

### 1日
- 李濟 (濟之)，中華民國(中央研究院院士)第一屆(人文及社會科學)院士。[3]

### 2日
- 维克多·劳尔·阿亚·德·拉·托雷，秘魯政治家，APRA黨的創始人和領導人
- 瑟曼·蒙森，美國棒球運動員

### 3日
- 贝蒂尔·奥林，瑞典經濟學家和自由派政治家，諾貝爾經濟學獎獲得者

### 6日
- 费奥多尔·吕嫩，德國生物化學家，諾貝爾生理學或醫學獎獲得者

### 9日
- 沃爾特·奧馬利，美國棒球主管

### 10日
- 迪克·福倫，美國演員
- 瓦爾特·格拉赫，德國物理學家
- 穆罕默德·努爾·艾哈邁德·埃特馬迪，阿富汗政治家，阿富汗第9任總理

### 11日
- 格奥尔基·弗洛罗夫斯基，俄罗斯东正教牧师、神学家

### 12日
- 恩斯特·鏈，出生於德國的英國生物化學家，諾貝爾獎獲得者

### 16日
- 约翰·迪芬贝克，加拿大第13任總理

### 17日
- 薇薇安·萬斯，美國女演員和歌手

### 19日
- 薩阿德·朱馬，約旦總理

### 21日
- 斯圖爾特·海斯勒，美國電影和電視導演

### 24日
- 艾哈邁德·達烏克，黎巴嫩政治家，黎巴嫩第12任總理
- 漢娜·瑞奇，德國飛行員

### 25日
- 斯坦·肯頓，美國爵士鋼琴家

### 26日
- 阿爾文·卡皮斯，美國罪犯
- 米卡·瓦爾塔里，芬蘭作家[14]

### 27日
- 第一代緬甸的蒙巴頓伯爵路易·蒙巴頓，英國印度總督（遇刺）

### 30日
- 讓·塞伯格，美國女演員

### 31日
- 莎莉·蘭德，美國舞蹈家

## 9月

### 1日
- 多麗絲·凱尼恩，美國女演員

### 2日
- 菲利克斯·艾爾默，英國演員

### 5日
- 阿爾貝托·迪·若里奧，義大利羅馬天主教紅衣主教

### 9日
- 諾里·帕拉莫，英國音樂製作人

### 10日
- 阿戈什蒂纽·内图，安哥拉詩人和政治家，安哥拉第一任總統

### 12日
- 喬斯琳·拉加德，大溪地女演員

### 16日
- 吉奧·龐蒂，義大利建築師、工業設計師、傢具設計師和藝術家
- 羅伯·斯洛特梅克，出生於印尼，荷蘭一級方程式賽車手

### 20日
- 蘇丹伊斯梅爾·納西魯丁·沙阿，登嘉樓蘇丹，馬來西亞第四任國王
- 卢德维克·斯沃博达，捷克斯洛伐克第8任總統

### 22日
- 阿布·阿拉·毛杜迪，巴基斯坦記者和哲學家
- 奥托·弗里施，奧地利出生的英國物理學家

### 24日
- 小卡尔·拉姆勒，美國電影製片廠主管

### 25日
- 尤里·科瓦廖夫，蘇聯足球運動員

### 26日
- 約翰·克倫威爾，美國電影導演和演員
- 亞瑟·亨尼卡特，美國演員

### 27日
- 格雷西·菲爾茲，英國女演員
- 吉米·麥卡洛克，蘇格蘭吉他手

### 29日
- 弗朗西斯科·马西亚斯·恩圭马，赤道幾內亞第一任總統（被處決）
- 伊萬·維施涅格拉茨基，俄羅斯作曲家

## 10月

### 1日
- 多蘿西·阿茲納，美國電影導演
- 罗伊·哈里斯，美國作曲家[15]

### 6日
- 伊丽莎白·毕肖普，美国诗人

### 9日
- 努尔·穆罕默德·塔拉基，阿富汗革命共產主義政治家、記者和作家

### 12日
- 西莉亞·洛夫斯基，奧地利出生的美國女演員[16]

### 13日
- 丽贝卡·克拉克，英國作曲家和中提琴家[17]
- 阿奇博爾德·羅斯福，美國軍官和保守派政治活動家[18]

### 15日
- 雅各布·L·德弗斯，美國陸軍上將

### 16日
- 約翰·博根，挪威作家

### 17日
- 約翰·斯圖爾特，蘇格蘭演員[19]

### 18日
- 維爾吉利奧·皮涅拉，古巴作家、劇作家和詩人

### 22日
- 娜迪亚·布朗热，法國作曲家和作曲教師

### 23日
- 安東尼奧·卡賈諾，阿根廷紅衣主教

### 25日
- 馬菲武·德拉米尼，斯威士蘭第二任總理
- 傑拉德·鄧普勒，英國陸軍元帥

### 26日
- 朴正熙，大韩民国总统

### 27日
- 查理斯·考夫林，加拿大出生的美國牧師，備受爭議的保守派廣播節目評論員

### 30日
- 巴恩斯·沃利斯，英國航空工程師

## 11月

### 1日
- 阿尔贝·普雷让，法國演員
- 玛米·艾森豪威尔，美國第34任第一夫人

### 2日
- 雅克·梅斯林，法國罪犯;被稱為「法國羅賓漢」

### 5日
- 阿爾·卡普，美國漫畫家
- 阿梅代奧·納扎里，義大利演員

### 8日
- 伊冯娜·戴高乐，法國前總統戴高樂妻子

### 11日
- 迪米特裡·喬姆金，俄羅斯電影作曲家

### 17日
- 伊曼紐爾·維里科夫斯基，俄羅斯作家和精神病學家

### 23日
- 默尔·奥伯伦，英國女演員
- 裘迪·西爾，美國歌手和詞曲作者

### 26日
- 馬塞爾·赫比爾，法國電影製片人

### 30日
- 策波·馬克思，美國演員和喜劇演員

## 12月

### 3日
- 迪揚·昌德，印度曲棍球運動員

### 4日
- 弗里德里希·艾伯特，东德政治家

### 5日
- 索尼婭·德勞內，出生於俄羅斯的法國藝術家

### 7日
- 塞西莉亞·佩恩-加波施金，出生於英國的美國天文學家和天體物理學家

### 9日
- 富尔顿·若望·舒恩，美國羅馬天主教主教和可敬的主教

### 10日
- 安·德沃夏克，美國女演員[20]

### 11日
- 詹姆斯·吉布森，美國心理學家和學者[21]

### 13日
- 乔恩·霍尔，美國演員

### 15日
- 埃塞尔·拉基，美國奧運游泳運動員

### 16日
- 瓦吉夫·穆斯塔法扎德，亞塞拜然爵士音樂家

### 21日
- 埃爾明多·奧涅加，阿根廷足球運動員

### 22日
- 达里尔·F·扎纳克，美國電影製片人[22]

### 23日
- 佩姬·古根漢，美國藝術收藏家
- 歐內斯特·舍德薩克，美國電影製片人和導演

### 24日
- 魯迪·杜契克，德國激進學生領袖

### 25日
- 瓊·布隆德爾，美國女演員
- 李·鮑曼，美國演員

### 26日
- 赫爾穆特·哈斯，德國數學家

### 27日
- 哈菲佐拉·阿明，阿富汗政治家

### 28日
- 拉斐爾·菲利貝托·邦內利，多明尼加共和國第43任總統

### 30日
- 理查·羅傑斯，美國作曲家[23]